# Frank Muschalle
Frank Muschalle (* 1969 in Bünde/Westf.) ist ein deutscher Blues- und Boogie-Woogie-Pianist.

## Leben und Wirken
Nach elf Jahren klassischer Klavierausbildung wendete er sich im Alter von 19 Jahren dem Boogie Woogie zu; er beendete sein Lehramtsstudium und wurde professioneller Musiker. Als seine wichtigsten musikalischen Einflüsse gelten Albert Ammons, Little Brother Montgomery und Pete Johnson. Bekannt wurde er durch gemeinsame Auftritte und Piano Battles mit den Pianisten Axel Zwingenberger, Vince Weber, Martin Pyrker und vielen anderen. Mit der Mojo Blues Band tourte er in South Carolina und Europa. 2001 bildete er mit den ehemaligen Mojo-Blues-Band-Musikern Dani Gugolz (Bass) und Peter Müller das Frank-Muschalle-Trio.
Des Weiteren spielt Frank Muschalle mit Matthias Klüter (Bass) und Dirk Engelmeyer (Schlagzeug) in einer Trioformation, mit der auch durch Südamerika tourte.
Im Münsterland organisiert er im Bürgerhaus in Kinderhaus, einem Stadtteil von Münster, ein Boogie-Woogie-Festival. Er ist künstlerischer Leiter des jährlichen internationalen Jazzfestivals auf Spiekeroog.

## Auszeichnungen
Am 15. Oktober 2011 erhielt Muschalle bei der Verleihung des 2. German Boogie Woogie Awards Pinetop die Auszeichnung Boogie Woogie Pianist des Jahres 2011. 2019 erhielt Muschalle und sein Trio mit Dirk Engelmeyer (Schlagzeug & Gesang) und Matthias Klüter (Kontrabass) den vom Osnabrücker Jazzclub Park Lane gestifteten Preis Keeper of the Flame.

## Diskographische Hinweise
- 1995 – Great Boogie Woogie News – mit Dani Gugolz, Peter Müller, Martin Pyrker und Tibor Grasser. (Document Records)
- 1997 – Battin´ the Boogie – mit Dani Gugolz und Peter Müller. (Document Records)
- 2000 – Frank Muschalle – Live – mit Dani Gugolz und Peter Müller. (Styx Records)
- 2003 – Frank Muschalle Trio feat. Rusty Zinn mit Peter Müller & Dani Gugolz feat. Rusty Zinn (git) (Styx Records)
- 2005 – Mellow Blues mit  Peter Müller, Dani Gugolz, Matthias Seuffert feat. Engelbert Wrobel (Styx Records)
- 2008 – Live At The Jubilee mit Peter Müller, Dani Gugolz
- 2011 – Fine Blend mit Peter Müller, Dani Gugolz sowie Rusty Zinn, Alex Schultz, Carrie Smith, Herb Hardesty, Matthias Seuffert, Engelbert Wrobel, Jimmy Coe, Red Holloway
- 2014 – Sleigh Ride mit Peter Müller, Dani Gugolz, Stephan Holstein sowie Travis Haddix
- 2015 – Piano Brotherhood mit Jean-Pierre Bertrand, Peter Müller & Dani Gugolz
- 2016 – Live In Vannes, Piano Solo
- 2018 – American Folk Bluesfestival 2002 mit Hubert Sumlin, Carey Bell, Bob Stroger, Louisiana Red, Rusty Zinn, Peter Müller & Dani Gugolz
- 2021 – Meet Me Where They Play The Blues mit Stephan Holstein